# Cerano d'Intelvi
Cerano d'Intelvi är en ort och kommun i provinsen Como i regionen Lombardiet i Italien. Kommunen hade 536 invånare (2018).